# Notiothemis jonesi
Notiothemis jonesi är en trollsländeart. Notiothemis jonesi ingår i släktet Notiothemis och familjen segeltrollsländor. IUCN kategoriserar arten globalt som livskraftig.

## Underarter
Arten delas in i följande underarter:
- N. j. auricolor
- N. j. jonesi